# 德斯蒙德·莫顿
德斯蒙德·约翰·法尔基纳·莫顿（英語：1891年11月13日—1971年7月31日），英国陆军军官、情报官员，曾担任英国首相温斯顿·丘吉尔的私人助理。二戰後莫頓曾在英國運輸部任職。